# Olympische Sommerspiele 1964/Leichtathletik – Speerwurf (Männer)

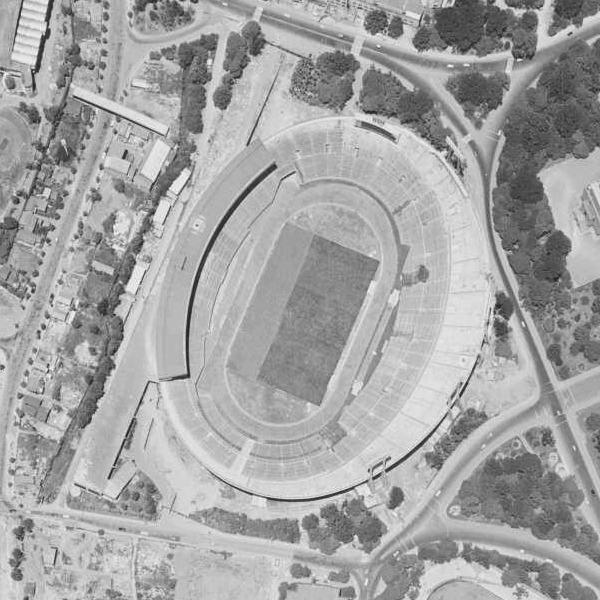
Luftaufnahme des Olympiastadions im Jahr 1963

Der Speerwurf der Männer bei den Olympischen Spielen 1964 in Tokio wurde am 14. Oktober 1964 im Olympiastadion Tokio ausgetragen. 25 Athleten nahmen an der ersten Leichtathletik-Entscheidung dieser Olympischen Spiele teil.
Olympiasieger wurde der Finne Pauli Nevala. Er gewann vor dem Ungarn Gergely Kulcsár und Jānis Lūsis aus der Sowjetunion.
Während Athleten aus Österreich und Liechtenstein nicht teilnahmen, gingen drei Deutsche und ein Schweizer an den Start. Für Deutschland starteten Hermann Salomon, der in der Qualifikation scheiterte, sowie Rolf Herings und Hans Schenk, die beide wie auch der Schweizer Urs von Wartburg das Finale erreichten. Hier wurde Herings Siebter und Schenk Zwölfter. Von Wartburg beendete den Wettkampf als Fünfter.

## Bestehende Rekorde
| Weltrekord         | 91,72 m | Terje Pedersen ( Norwegen) | Oslo, Norwegen                  | 2. September 1964 |
| Olympischer Rekord | 85,71 m | Egil Danielsen ( Dänemark) | Finale OS Melbourne, Australien | 26. November 1956 |

Der bestehende olympische Rekord wurde vor allem aufgrund der schwierigen Windbedingungen auch hier in Tokio nicht erreicht. Die größte Weite erzielte der finnische Olympiasieger Pauli Nevala mit 82,66 m, womit er 3,05 m unter dem olympischen Rekord und 9,06 m unter dem Weltrekord blieb.

## Durchführung des Wettbewerbs
25 Athleten traten am 14. Oktober zu einer Qualifikationsrunde an. Jeder Teilnehmer hatte drei Versuche. Bei den äußerst schwierigen Windbedingungen übertraf nur ein Werfer – hellblau unterlegt – die für die Finalqualifikation festgelegte Weite von 77,00 m. So musste das Finalfeld, für das eine Mindestzahl von zwölf Wettbewerbern vorgesehen war, um elf Werfer – hellgrün unterlegt – mit den nächst besten in der Qualifikation erzielten Weiten aufgestockt werden. Das Finale wurde am Nachmittag desselben Tages ausgetragen. Dort hatte jeder Teilnehmer zunächst drei Versuche. Den sechs besten Athleten standen anschließend drei weitere Würfe zu.

## Zeitplan
14. Oktober, 10:00 Uhr: Qualifikation

14. Oktober, 14:00 Uhr: Finale
Anmerkung: Alle Zeiten sind in Ortszeit Tokio (UTC + 9) angegeben.

## Legende
Kurze Übersicht zur Bedeutung der Symbolik – so üblicherweise auch in sonstigen Veröffentlichungen verwendet:
| – | verzichtet |
| x | ungültig   |

Bestweiten sind fett gedruckt.

## Qualifikation

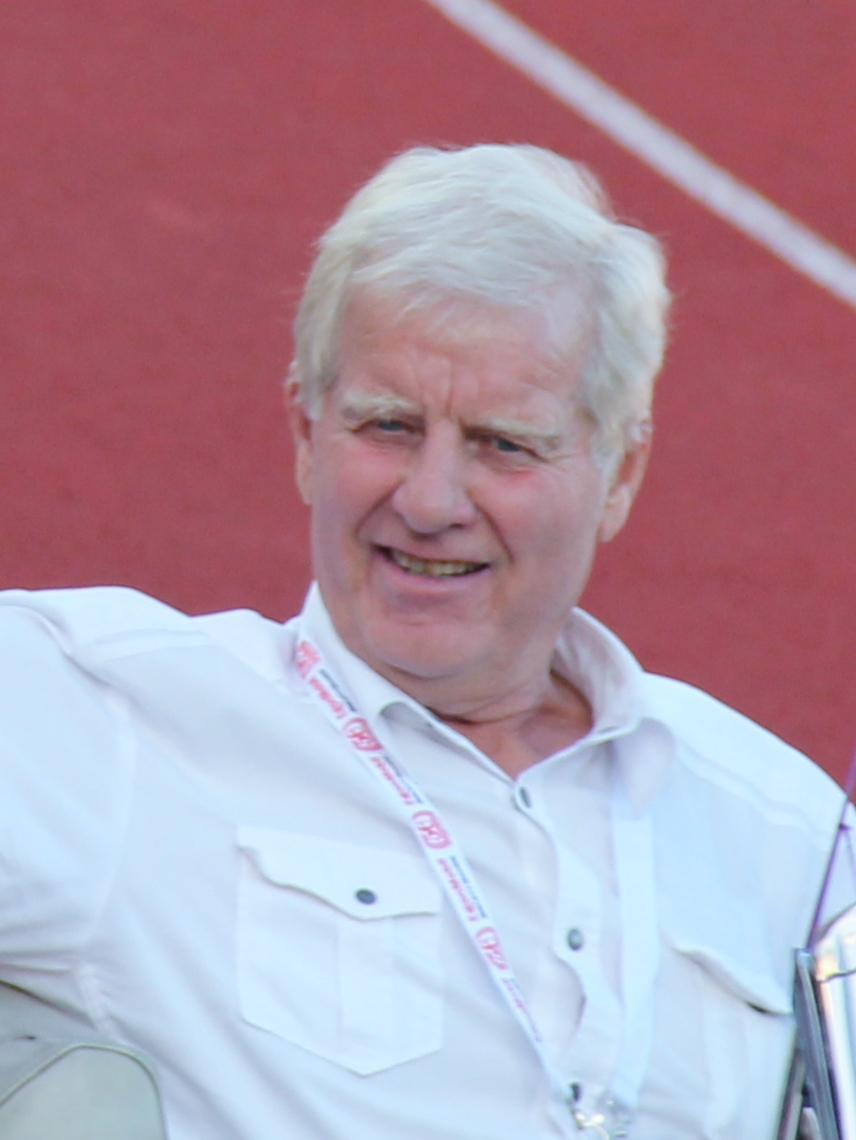
Weltrekordinhaber Terje Pedersen (Foto: 2015) verpasste den Finaleinzug mit seinen 72,10 m als Dreizehnter um 22 Zentimeter

Datum: 14. Oktober 1960, 10:00 Uhr
Wetterbedingungen: regnerisch, ca. 17 °C, 92–94 % Luftfeuchtigkeit
| Platz | Name                 | Nation            | 1. Versuch | 2. Versuch | 3. Versuch | Weite   |
| ----- | -------------------- | ----------------- | ---------- | ---------- | ---------- | ------- |
| 1     | Urs von Wartburg     | Schweiz           | 74,55 m    | 79,92 m    | –          | 79,92 m |
| 2     | Janusz Sidło         | Polen             | 75,33 m    | 74,45 m    | 76,93 m    | 76,93 m |
| 3     | Jorma Kinnunen       | Finnland          | 68,13 m    | 73,20 m    | 75,52 m    | 75,52 m |
| 4     | Wladimir Kusnezow    | Sowjetunion       | x          | 68,98 m    | 75,01 m    | 75,01 m |
| 5     | Gergely Kulcsár      | Ungarn            | 74,32 m    | 72,62 m    | x          | 74,32 m |
| 6     | Pauli Nevala         | Finnland          | 71,49 m    | 72,72 m    | 74,19 m    | 74,19 m |
| 7     | Jānis Lūsis          | Sowjetunion       | 72,79 m    | x          | 73,48 m    | 73,48 m |
| 8     | Władysław Nikiciuk   | Polen             | 73,45 m    | 67,56 m    | 71,17 m    | 73,45 m |
| 9     | Christos Pierrakos   | Griechenland      | x          | 72,91 m    | 68,98 m    | 72,91 m |
| 10    | Hans Schenk          | Deutschland       | 72,55 m    | 66,97 m    | x          | 72,55 m |
| 11    | Rolf Herings         | Deutschland       | 72,47 m    | 68,02 m    | 71,74 m    | 72,47 m |
| 12    | Ed Red               | USA               | x          | 72,31 m    | 66,24 m    | 72,31 m |
| 13    | Terje Pedersen       | Norwegen          | 61,39 m    | 66,78 m    | 72,10 m    | 72,10 m |
| 14    | Hermann Salomon      | Deutschland       | 67,82 m    | 69,84 m    | 71,92 m    | 71,92 m |
| 15    | Carlo Lievore        | Italien           | 70,71 m    | 68,04 m    | 70,88 m    | 70,88 m |
| 16    | Les Tipton           | USA               | 65,95 m    | 70,74 m    | 70,03 m    | 70,74 m |
| 17    | Wiktor Aksjonow      | Sowjetunion       | 68,30 m    | x          | 69,46 m    | 69,46 m |
| 18    | Michel Macquet       | Frankreich        | 63,34 m    | 65,36 m    | 69,35 m    | 69,35 m |
| 19    | Takashi Miki         | Japan             | 68,70 m    | 63,56 m    | 62,80 m    | 68,70 m |
| 20    | Willy Rasmussen      | Norwegen          | 68,43 m    | 67,37 m    | 63,88 m    | 68,43 m |
| 21    | Frank Covelli        | USA               | x          | 68,08 m    | x          | 68,08 m |
| 22    | Hideta Kinai         | Japan             | 63,40 m    | x          | 65,85 m    | 65,85 m |
| 23    | Park Soo-kwon        | Südkorea          | 58,51 m    | x          | 62,50 m    | 62,50 m |
| 24    | Patricio Etcheverry  | Chile             | 59,35 m    | 60,77 m    | 54,19 m    | 60,77 m |
| 25    | Nashatar Singh Sidhu | Malaysia          | 45,49 m    | 51,63 m    | 49,49 m    | 51,63 m |
| DNS   | Lennart Hedmark      | Schweden          |            |            |            |         |
| DNS   | Yang Chuan-Kwang     | Chinesisch Taipeh |            |            |            |         |

## Finale

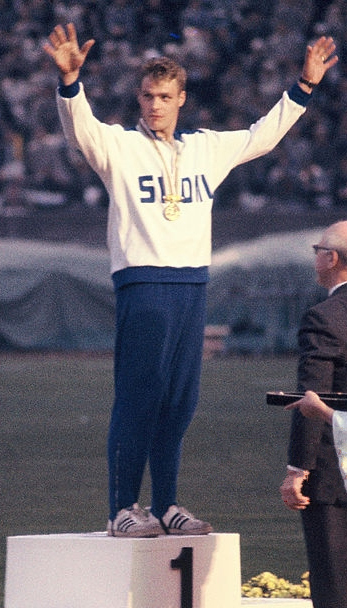
Olympiasieger Pauli Nevala

Datum: 14. Oktober 1960, 14:00 Uhr
Wetterbedingungen: aufklarend, ca. 18 °C, 85–90 % Luftfeuchtigkeit
| Platz | Name               | Nation       | 1. Versuch | 2. Versuch | 3. Versuch | 4. Versuch                              | 5. Versuch                              | 6. Versuch                              | Endresultat |
| ----- | ------------------ | ------------ | ---------- | ---------- | ---------- | --------------------------------------- | --------------------------------------- | --------------------------------------- | ----------- |
| 1     | Pauli Nevala       | Finnland     | 76,42 m    | 78,39 m    | x          | 82,66 m                                 | x                                       | x                                       | 82,66 m     |
| 2     | Gergely Kulcsár    | Ungarn       | 75,00 m    | 77,28 m    | 78,28 m    | 82,32 m                                 | 78,57 m                                 | 79,78 m                                 | 82,32 m     |
| 3     | Jānis Lūsis        | Sowjetunion  | 72,51 m    | 80,57 m    | 79,85 m    | 78,94 m                                 | 78,07 m                                 | x                                       | 80,57 m     |
| 4     | Janusz Sidło       | Polen        | 80,17 m    | x          | x          | x                                       | 76,97 m                                 | 78,17 m                                 | 80,17 m     |
| 5     | Urs von Wartburg   | Schweiz      | 78,72 m    | 76,84 m    | 76,36 m    | 73,08 m                                 | 73,12 m                                 | x                                       | 78,72 m     |
| 6     | Jorma Kinnunen     | Finnland     | 72,32 m    | 76,36 m    | 71,81 m    | 76,94 m                                 | x                                       | 72,45 m                                 | 76,94 m     |
|       |                    |              |            |            |            |                                         |                                         |                                         |             |
| 7     | Rolf Herings       | Deutschland  | 66,22 m    | x          | 74,72 m    | nicht im Finale der besten sechs Werfer | nicht im Finale der besten sechs Werfer | nicht im Finale der besten sechs Werfer | 74,72 m     |
| 8     | Wladimir Kusnezow  | Sowjetunion  | 73,90 m    | 68,89 m    | 74,26 m    | nicht im Finale der besten sechs Werfer | nicht im Finale der besten sechs Werfer | nicht im Finale der besten sechs Werfer | 74,26 m     |
| 9     | Władysław Nikiciuk | Polen        | 71,01 m    | x          | 73,11 m    | nicht im Finale der besten sechs Werfer | nicht im Finale der besten sechs Werfer | nicht im Finale der besten sechs Werfer | 73,11 m     |
| 10    | Christos Pierrakos | Griechenland | 70,24 m    | 72,65 m    | 72,02 m    | nicht im Finale der besten sechs Werfer | nicht im Finale der besten sechs Werfer | nicht im Finale der besten sechs Werfer | 72,65 m     |
| 11    | Ed Red             | USA          | 69,39 m    | 68,15 m    | 71,52 m    | nicht im Finale der besten sechs Werfer | nicht im Finale der besten sechs Werfer | nicht im Finale der besten sechs Werfer | 71,52 m     |
| 12    | Hans Schenk        | Deutschland  | 69,82 m    | 66,44 m    | 68,51 m    | nicht im Finale der besten sechs Werfer | nicht im Finale der besten sechs Werfer | nicht im Finale der besten sechs Werfer | 69,82 m     |

Sowohl in der morgendlichen Qualifikation als auch im Finale am Nachmittag machten immer wieder starke wechselnde Winde den Werfern das Leben schwer. So werden einige Leistungen nachvollziehbar. Der Norweger Terje Pedersen, erster Mensch, der über 90 Meter warf, beispielsweise scheiterte schon früh in der Qualifikation. Mit dem Schweizer Urs von Wartburg übertraf nur ein einziger Werfer die Qualifikationsweite. In die Favoritenrolle kamen nun vor allem der Pole Janusz Sidło und der sowjetische Werfer Jānis Lūsis.
Im Finale ging zunächst Sidło in Führung, auf Platz zwei lag der schon in der Qualifikation überzeugende von Wartburg, der auch jetzt einen guten Wind nutzen konnte, dahinter waren Pauli Nevala, Gergely Kulcsár und Wladimir Kusnezow platziert. In der zweiten Runde übernahm Lūsis die Führung, es folgten Sidło, Nevala und Kulcsár. In Durchgang drei verbesserte sich Kulcsár zwar um einen Meter, blieb aber dennoch auf dem dritten Rang. Mit den vierten Versuchen fiel dann die Entscheidung. Pauli Nevala kletterte von Platz vier auf die Führungsposition, dahinter rangierten jetzt Gergely Kulcsár auf Platz zwei, Jānis Lūsis als Dritter und Janusz Sidło auf Rang vier. Anschließend gab es keine Veränderung mehr im Klassement.
An Rekorde war bei diesen Bedingungen nicht zu denken, größere Weiten waren einfach nicht möglich.

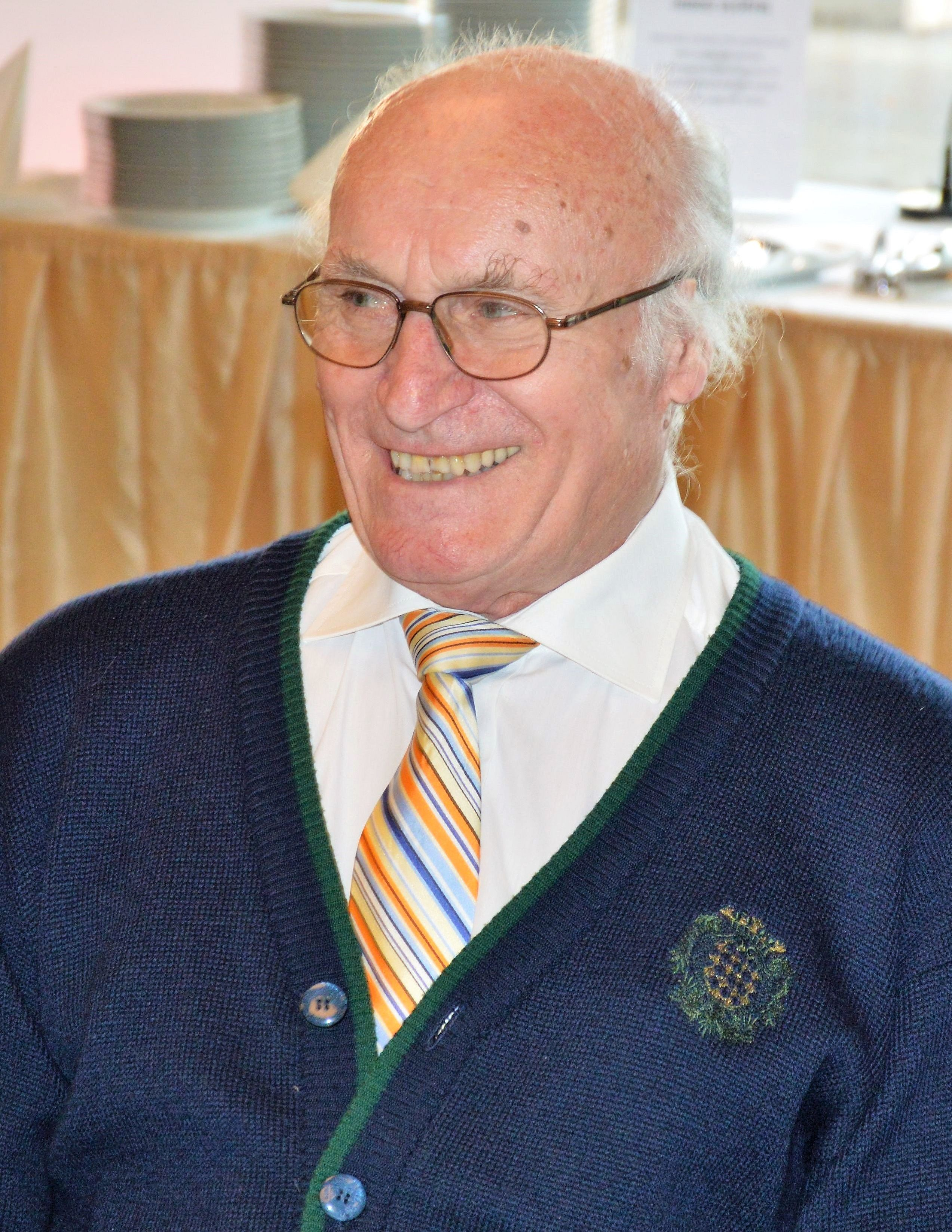
Nach Olympiabronze 1960 gab es nun Silber für Gergely Kulcsár (hier im Jahr 2013) – 1968 gewann er noch einmal Bronze
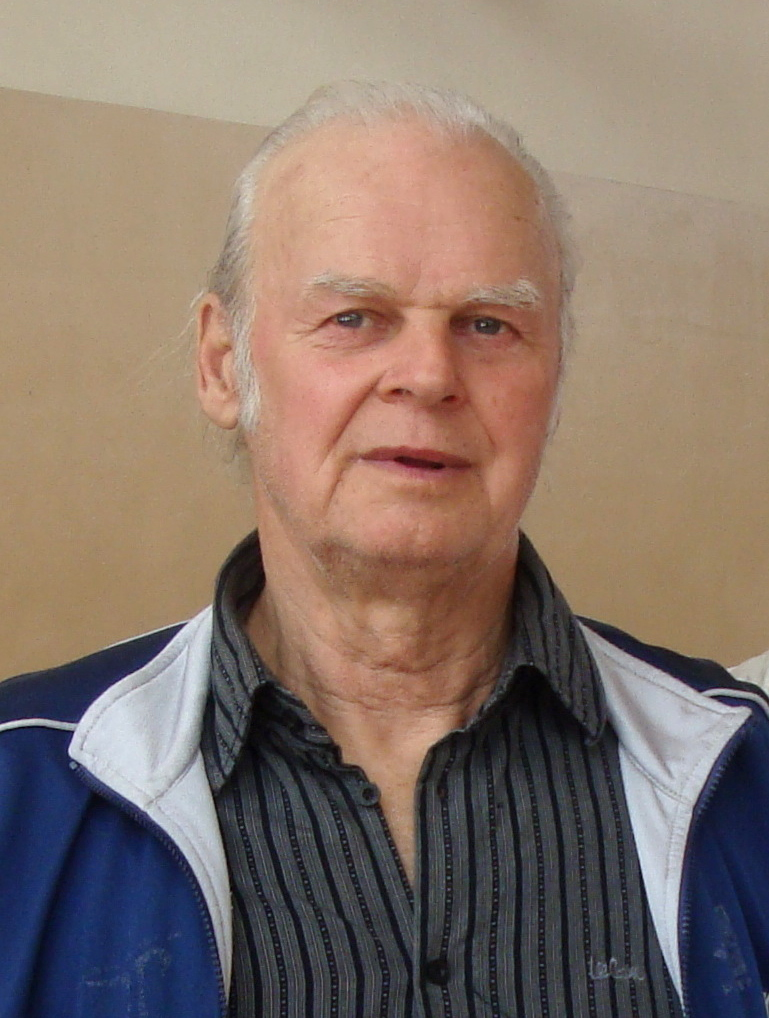
Mit Jānis Lūsis (Foto: 2011) gewann einer der erfolgreichsten Speerwerfer der Leichtathletikgeschichte – kompletter Medaillensatz bei Olympischen Spielen (1968 Gold, 1972 Silber) / vierfacher Europameister (1962 bis 1971) – die Bronzemedaille
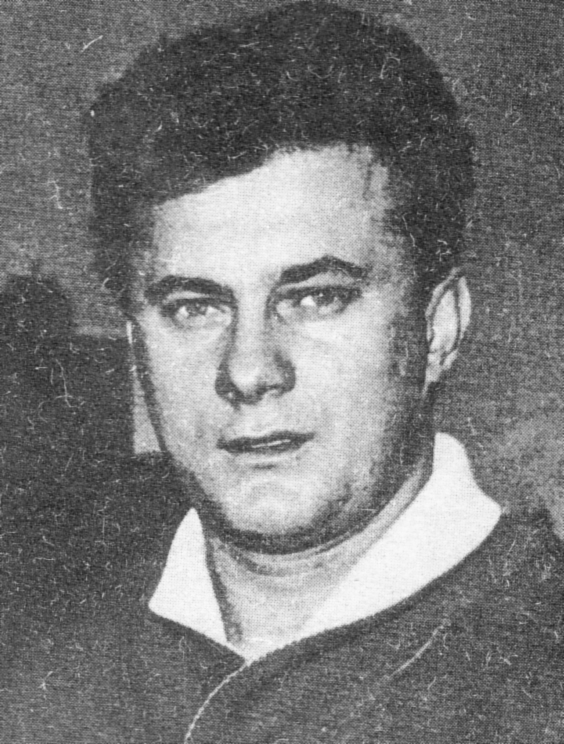
Platz vier für den Olympiazweiten von 1956 und zweifachen Europameister (1954/1958) Janusz Sidło
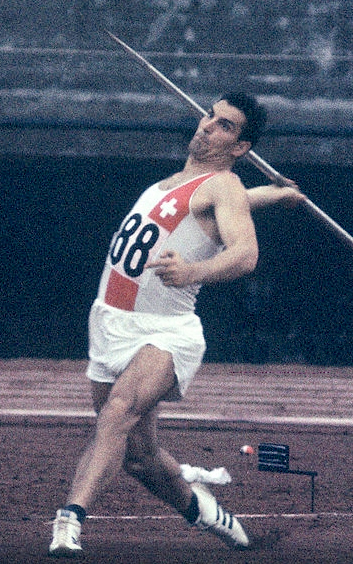
Urs von Wartburg belegte Platz fünf

## Videolinks
- Pauli Nevala (Finland) Javelin 82.66 meters 1964 Olympics Tokyo, youtube.com, abgerufen am 10. September 2021
- 1964 Giavellotto Oro a Pauli Nevala, youtube.com, abgerufen am 29. Oktober 2017